# OCI (기업)
OCI(Orient Chemical Industries)는 재생 가능 에너지(Renewable Energy), 무기화학, 석유화학 및 카본소재, 정밀화학, 단열재, Sapphire Ingots 분야에서 카본 블랙, 핏치, TDI, 과산화 수소, 소다회, 흄드실리카(fumed silica), 단열재, LED용 사파이어 잉곳을 비롯하여 반도체 웨이퍼 및 태양 전지의 핵심원료인 폴리실리콘 등을 생산, 판매하고 있으며 수출 비중이 70% 이상을 차지하는 글로벌 화학 기업이다.
산하에 생활용품 기업으로 옥시를 두고 있었으나, 2001년 3월 13일 매각 대금 1,625억 원의 조건으로 영국의 생활용품업체인 레킷벤키저에 매각했다. 단, 엔진첨가제 브랜드인 불스원샷은 불스원이라는 별도의 법인으로 2001년 6월 12일에 분사했다.

## 사업

### 신재생 에너지
폴리실리콘(Polysilicon)은 잉곳, 웨이퍼, 태양전지, 모듈, 시스템으로 이어지는 태양광산업 벨류체인의 맨 앞에 위치한 핵심기초소재로써, 초고순도(9-nine)의 첨단기술이 요구되는 제품이다. OCI는 지속적인 연구개발과 투자를 통해 2008년 9-nine급 폴리실리콘 상업생산에 성공하였으며, 현재 전 세계 주요 고객들에게 10-nine급과 11-nine급 초고순도 폴리실리콘을 공급하고 있다.

### 무기화학 & 정밀화학
각종 산업분야의 필수적인 원재료로 사용되는 무기화학제품을 생산하여 관련산업계의 발전에 적극적으로 대처하고 원활한 원료 공급처 확보와 제품의 품질 향상을 꾀하고 있다. 반도체 및 각종 특수시약, 과산화수소, 과탄산소다, 흄드실리카를 생산하고 있다.

### 석유화학 및 카본소재
1976년 대한민국 최초로 콜타르공장을 준공하였고 1978년에 핏치공장과 이듬해에 나프탈렌 및 타르산 공장, 그리고 1981년에 카본블랙 공장을 준공하여 석유계 및 철강부산물을 사용한 각종 화학제품을 생산하고 있고, BTX, 카본블랙, 무수프탈산, 가소제, TDI 등 석유화학 사업의 다각화 및 수직계열화를 이루었다. 전기,전자,자동차,건설,섬유산업 등 각종 산업의 주요 원료를 생산 공급하고 있다.

### 단열재
ENERVAC(Fumed Silica Vacuum Insulation Panel)은 흄드실리카를 주원료로 하여, 진공 등 특수처리를 통하여 열전도율 0.0045w/mk이하의 단열 성능을 갖는 신개념 단열재이다. 특히 흄드실리카를 주원료로 제조된 심재에 특수 재질의 외피를 적용하여 고 진공의 조건을 형성함으로써, 공기 흐름 및 흡수되는 수분으로 인한 열 전달을 방지하는 고기능 친환경 FS진공 단열재를 생산하고 있다.

### Sapphire Ingots
알루미나(AL203)의 단결정 형태로 LED산업 벨류체인의 핵심기초소재이다. LED효율에 직접적으로 영향을 미치는 첨단기술이 요구되는 분야 및 영상기기, 조명등의 표시소자로 넓게 이용되는 LED용으로 수요가 급증하고 있다.

## 이전 사업

### 생활용품사업부
1984년 동양화학공업 생활용품사업부

### 창호재
제철화학 시절인 1992년 10월 PVC 창호재 사업을 시작했고 제철화학은 그 이후 상호명(포스코켐 -> 거평제철화학 -> 제철화학)과 모체(포항제철 -> 거평그룹 -> 한아름종합금융 -> 동양화학)가 여러 차례 바뀌었으며 2001년 5월 동양화학에 흡수합병되어 동양제철화학으로 상호변경된 데다 2009년 4월 해당 사명으로 바뀌었음에도 사업다각화 측면에서 한동안 진행했으나 수익성 측면에서 도움이 되지 않는다고 판단하여 2009년 7월 대신제철화학(현재 윈체)에 사업을 양도했다.

### 작물보호제
1970년 동양화학공업(현 OCI)이 한전농약, 신상록화학, 중앙농약 등 3개 농약회사를 인수, 농약사업에 진출, 1997년,노바티스가 서울종묘를 3,200만 달러에 인수, 1998년 동양화학공업은 농약사업부를 노바티스에 매각 서울종묘와 통합하여 노바티스 아그로 코리아 출범, 2000년 노바티스 작물보호 및 종묘 부문이 신젠타로 분리됨에 따라 노바티스 아그로 코리아가 신젠타 코리아로 출범함